# Oddziaływania podstawowe
Oddziaływania podstawowe (fundamentalne, elementarne) – oddziaływania fizyczne obserwowane w przyrodzie, niedające się sprowadzić do innych oddziaływań.

## Rodzaje oddziaływań podstawowych
Obecnie znane są następujące rodzaje oddziaływań podstawowych (w nawiasach nośniki oddziaływań):
- oddziaływanie grawitacyjne (grawiton – cząstka hipotetyczna)
- oddziaływanie słabe (bozon W±, bozon Z)
- oddziaływanie elektromagnetyczne (foton)
- oddziaływanie silne (gluony).

## Główne cechy oddziaływań podstawowych
| silne              | {\displaystyle \sim 10^{-15}} m |
| elektromagnetyczne | {\displaystyle \infty }         |
| słabe              | {\displaystyle \sim 10^{-18}} m |
| grawitacyjne       | {\displaystyle \infty }         |

Każdemu typowi sił odpowiada stała sprzężenia mnożąca funkcję opisującą zależność siły od odległości.
| silne              | {\displaystyle \sim 1}        |
| elektromagnetyczne | {\displaystyle \sim 10^{-2}}  |
| słabe              | {\displaystyle \sim 10^{-5}}  |
| grawitacyjne       | {\displaystyle \sim 10^{-38}} |

## Opis i zasięg oddziaływań
W fizyce klasycznej oddziaływania między masą lub ładunkiem opisywane są potencjałami pól przez nie wytwarzanych, które można interpretować jako siły, jeśli pola te są potencjalne. Zakłada się, że pole przenika całą przestrzeń wokół obiektu, który je wytwarza, a oddziaływanie jest określone przez prędkość światła w próżni.
Inny jest opis oddziaływania przez wymianę nośników określonego oddziaływania. W opisie tym między oddziałującymi obiektami a dokładniej między poziomami energetycznymi w potencjale grawitacyjnym masy, potencjale elektrycznym cząstki naładowanej czy innych, wymieniana jest cząstka o określonej energii i pędzie, tzw. kwant pola, czyli nośnik oddziaływania, charakterystyczny dla rodzaju siły.
Z zasady nieoznaczoności Heisenberga: {\displaystyle \Delta E\Delta t\simeq \hbar } wynika, że kwanty pola mogą istnieć przez skończony czas określony wielkością tych energii, tak aby iloczyn tych wielkości był rzędu stałej Plancka.
Zasada nieoznaczoności umożliwia oszacowanie zasięgu oddziaływania, który zależy od masy spoczynkowej cząstki nośnika. Bezmasowość fotonów, jak również spodziewana bezmasowość grawitonów, są według takiego opisu przyczyną tego, że siły te są dalekozasięgowe. Cząstki o zerowej energii, czyli także masie spoczynkowej, miałyby zasięg nieskończony.
Masa spoczynkowa nośników oddziaływań słabych jest największa, zaś zasięg najmniejszy. Oddziaływania silne, których nośnikiem jest bezmasowy gluon, są krótkozasięgowe z powodu znacznej, rosnącej wraz z odległością, energii kolorowych gluonów. Siły jądrowe, będące przejawem oddziaływań silnych, mogą być opisywane jako oddziaływania, w których między nukleonami wymieniany jest mezon π o masie dużo mniejszej niż zeton.
Uwzględnienie innych form energii, np. oddziaływań kolorowych, a nie tylko masy spoczynkowej, zmniejsza zasięg oddziaływania podstawowego.

## Próby unifikacji
Historycznie rozróżniano wiele oddziaływań podstawowych. Za oddziaływania fundamentalne uważano oddziaływanie elektryczne, magnetyczne, grawitacyjne, słabe i silne. W procesie rozwoju nauki doszło do tak zwanej unifikacji opisu oddziaływań i zaczęto postrzegać niektóre oddziaływania jako formy występowania pewnych ogólniejszych oddziaływań.
I tak oddziaływanie magnetyczne i elektryczne James Clerk Maxwell opisał jako komplementarne aspekty oddziaływania elektromagnetycznego. Był to pierwszy historyczny przypadek unifikacji opisu sił uważanych wcześniej za fundamentalne i rozłączne. Kolejny przykład unifikacji opisu oddziaływań dotyczy oddziaływań elektromagnetycznych i słabych, które zintegrowano w ramach tzw. teorii oddziaływań elektrosłabych. Dokonali tego Steven Weinberg, Sheldon Lee Glashow i Abdus Salam.
Unifikacja opisu oddziaływań jest przyjęta obecnie za paradygmat fizyki: dąży się do jak najściślejszej integracji opisów różnych oddziaływań. Fizycy starają się zunifikować wszystkie oddziaływania. Uwspólnienie oddziaływań słabych i elektrycznych nie oznacza jednak znalezienia pojedynczego nośnika, chociażby w odmianach ładunkowych. To uwspólnione oddziaływanie ma w sumie aż cztery nośniki: masywne dwa wuony w odmianach ładunkowych, równie masywny neutralny zeton oraz bezmasowy foton. Skutkiem unifikacji nie jest odkrycie pojedynczej cząstki przenoszącej wszystkie oddziaływania.
Dotychczas udało się stworzyć następujące teorie:
- teoria oddziaływań elektrosłabych – łącząca oddziaływania elektromagnetyczne i słabe,
- Model Standardowy – opisujący oddziaływania silne i elektrosłabe,
- teorie wielkiej unifikacji – unifikujące oddziaływania silne i elektrosłabe, niepotwierdzone doświadczalnie,
- teoria superstrun – unifikująca wszystkie siły, wykraczająca daleko poza ramy współczesnej fizyki, niepotwierdzona doświadczalnie,
- supersymetria – łącząca oddziaływania elektrosłabe, silne i grawitację, niepotwierdzona doświadczalnie.